# 로주냐바

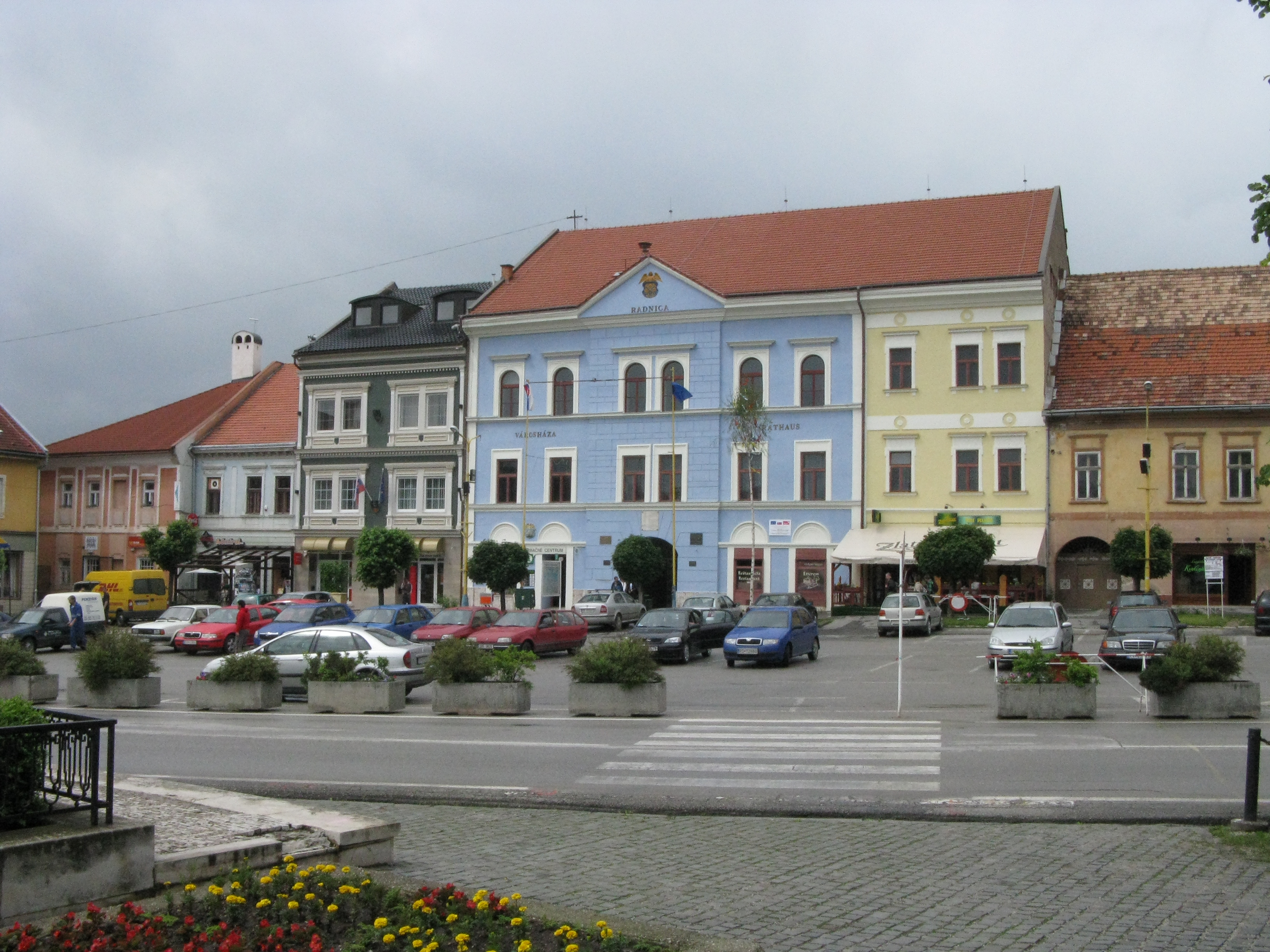
로주냐바

로주냐바(슬로바키아어: Rožňava, 헝가리어: Rozsnyó 로주뇨[*], 독일어: Rosenau 로제나우[*], 라틴어: Rosnavia)는 슬로바키아 코시체 주에 위치한 도시로 면적은 45.614km2, 높이는 313m, 인구는 18,368명(2014년 12월 31일 기준), 인구 밀도는 403명/km2이다. 셔요강(슬라나강)과 접하며 코시체에서 71km 정도 떨어진 곳에 위치한다.
슬로바키아의 로마 가톨릭교회 교구가 설치되어 있는 도시 가운데 하나이며 역사 유적 지구가 남아 있기 때문에 많은 관광객들이 몰린다. 식품 산업, 섬유 산업으로 유명한 도시이다.

시 문장

## 자매 도시
- 폴란드 치에신
- 체코 체스키테신
- 헝가리 세렌치
- 세르비아 바치카토폴라